# Julia Ortiz
Julia Estela Ortiz, coniugata Peralta (Asunción, 28 gennaio 1936 – 1º maggio 2017), è stata una cestista paraguaiana.

## Carriera
Con il Paraguay ha vinto la medaglia d'oro ai Campionati sudamericani del 1962.